# 専門学校日本鉄道&スポーツビジネスカレッジ21
専門学校日本鉄道&スポーツビジネスカレッジ21（せんもんがっこうにほんてつどう - トゥエンティーワン）は、1998年に開校した東京都墨田区錦糸町にある専修学校。運営主体は学校法人立志舎。
2020年4月1日、専門学校日本スクールオブビジネス21より現校名に改称。

## 基礎データ

### 所在地
- 東京都墨田区錦糸1-2-1

### アクセス
- 総武本線（JR東日本）錦糸町駅北口より徒歩2分
- 東京メトロ半蔵門線錦糸町駅3番出口より徒歩2分

## 学科・コース
すべて2年制

### スポーツ学科
- スポーツビジネスコース
- スポーツトレーナーコース
- リゾートスポーツコース

### 医療福祉ビジネス学科
- 医療ビジネスコース
- 医療秘書コース
- 医療情報処理コース
- 介護福祉ビジネスコース

### ホテル・トラベルビジネス学科
- 鉄道・交通ビジネスコース
- ホテル・トラベルコース
- 旅客サービスコース

### ビューティー・ブライダル学科
- ブライダルコーディネーターコース
- トータルビューティーコース

### ショップマネジメント学科
- 流通・販売ビジネスコース
- ショップコーディネーターコース
- アパレル・雑貨プロデュースコース

### ITビジネス総合学科
- オフィスビジネスコース
- 経理＆ITビジネスコース

## 学生生活

### 年間行事
- 4月

入学式
- 5月

就職セミナー
クラブ春季大会
- 6月

ゼミ旅行（医療福祉ビジネス学科、ITビジネス総合学科）
オーストラリア添乗実習（ホテル・トラベルビジネス学科）
- 7月

球技大会
マリンスポーツ研修（スポーツ学科）
- 10月

総合体育祭
- 11月

錦糸祭（学園祭）
- 12月

BEST COLLEGES硬式野球選手権全国大会
- 1月

合格祝賀会
企業説明会
スノーボード＆スキーツアー
- 2月

就職出陣式
ヨーロッパ卒業旅行（全学科）
- 3月

卒業式・卒業パーティー

## 出身者
- 岩井優香里（中退）